# Pelourinho de Torre de Moncorvo
O Pelourinho de Torre de Moncorvo de que subsistem dois fragmentos colocados na Câmara Municipal de Torre de Moncorvo localizava-se na freguesia de Torre de Moncorvo, no município de Torre de Moncorvo, distrito de Bragança, em Portugal.
O que resta deste pelourinho encontra-se classificado como Imóvel de Interesse Público desde 1933.